# إدغار كوينتيروس
إدغار كوينتيروس (بالإسبانية: Edgar Quinteros Guarda)‏ هو لاعب كرة قدم بوليفي في مركز الهجوم، ولد في 19 يوليو 1940 في بوليفيا. شارك مع منتخب بوليفيا لكرة القدم. أما مع النوادي، فقد لعب مع نادي سان خوسيه.